# Sally Kehoe
Sally Kehoe (Toowoomba, 29 de septiembre de 1986) es una deportista australiana que compitió en remo.
Ganó tres medallas en el Campeonato Mundial de Remo entre los años 2005 y 2014.
Participó en tres Juegos Olímpicos de Río de Janeiro 2016, ocupando el sexto lugar en Pekín 2008 (ocho con timonel), el sexto en Londres 2012 (ocho con timonel) y el noveno en Río de Janeiro 2016 (doble scull).

## Palmarés internacional
| Campeonato Mundial | Campeonato Mundial       | Campeonato Mundial | Campeonato Mundial |
| Año                | Lugar                    | Medalla            | Prueba             |
| ------------------ | ------------------------ | ------------------ | ------------------ |
| 2005               | Kaizu (Japón)            | Medalla de bronce  | Doble scull        |
| 2006               | Eton (Reino Unido)       | Medalla de plata   | Cuatro scull       |
| 2014               | Ámsterdam (Países Bajos) | Medalla de bronce  | Doble scull        |